# Bobby Bölke
Walter „Bobby“ Bölke (* 11. April 1926 in Roßlau; † 24. Mai 2007 in Berlin) war ein deutscher Schauspieler und Komiker.

## Leben
Nach einer Ausbildung wurde Bölke Theaterschauspieler. Als Conférencier arbeitete er ab 1958 und wurde gleichzeitig Rundfunkmoderator. Im Jahr 1960 wurde er von Eberhard Cohrs entdeckt und stand mit ihm für die nächsten sieben Jahre für Sketche zusammen auf der Bühne. Danach machte Bölke eine Solokarriere und moderierte diverse Veranstaltungen, zum Beispiel Revuen im Friedrichstadtpalast.
Nach dem letzten Kessel Buntes im Jahr 1992 setzte sich Bölke zunächst zur Ruhe, wirkte aber noch an einer Ostersendung im MDR im Jahr 2004 mit. Anlässlich seines 80. Geburtstages bekam er 2006 einen Eintrag im Ehrenbuch seiner Geburtsstadt Roßlau. Bobby Bölke lebte bis zu seinem Tod am 24. Mai 2007 in Berlin.

## Filmografie
- 1975: Polizeiruf 110: Die Rechnung geht nicht auf (TV-Reihe)
- 1978: Ferdinand, was nun? (TV)
- 1979: Ferdinand rettet die Sonne (TV)
- 1979: Tour de Music (TV)
- 1980: Ferdinand wird Vater (TV)
- 1981: Ferdinand sucht den Regenbogen (TV)
- 1983: Ferdinand im Reich der Töne (TV)